# Дробин (гмина)
Дробин (пол. Drobin) — гмина (волость) в Польше, входит как административная единица в Плоцкий повет, Мазовецкое воеводство. Население — 8614 человек (на 2004 год).

## Демография
| Перепись                       | Всего   | Всего | Женщины | Женщины | Мужчины | Мужчины |
| ------------------------------ | ------- | ----- | ------- | ------- | ------- | ------- |
| Единицы                        | человек | %     | человек | %       | человек | %       |
| Население                      | 8614    | 100   | 4361    | 50,6    | 4253    | 49,4    |
| Плотность населения (чел./км²) | 60,2    | 60,2  | 30,5    | 30,5    | 29,7    | 29,7    |

## Сельские округа
1. Бискупице
2. Ленг-Косцельны
3. Ленг-Пробоство
4. Малишевко
5. Малахово
6. Могельница
7. Могельница-Колёня
8. Нагурки-Добрске
9. Нагурки-Ольшины
10. Немчево
11. Нова-Весь
12. Псары
13. Роготвурск
14. Сетропе
15. Семене
16. Семки
17. Сокольники
18. Станиславово
19. Сверчинек
20. Сверчин
21. Сверчин-Бенхы
22. Тупадлы
23. Варшавка
24. Вилькенсы
25. Врогоцин
26. Борово
27. Брельки
28. Бжехово
29. Будково
30. Худзынек
31. Худзыно
32. Цешевко
33. Цешево
34. Цесле
35. Доброселице-Первше
36. Доброселице-Друге
37. Дзеваново
38. Карсы
39. Клаки
40. Млице-Костеры
41. Ковалево
42. Козлувко
43. Козлово
44. Крайково
45. Кухары

## Соседние гмины
1. Гмина Бельск
2. Гмина Рачёнж
3. Гмина Старозьребы
4. Гмина Завидз